# Bornhorster Huntewiesen
Die Bornhorster Huntewiesen sind ein Naturschutzgebiet in der niedersächsischen Stadt Oldenburg und in der Gemeinde Elsfleth im Landkreis Wesermarsch. Das Feuchtwiesengebiet ist ein Vogelrastplatz von internationaler Bedeutung.

## Beschreibung
Das 350 Hektar große Naturschutzgebiet mit dem Kennzeichen NSG WE 205 liegt südöstlich des Oldenburger Stadtteils Bornhorst. 340 Hektar des Naturschutzgebiets liegen auf dem Stadtgebiet von Oldenburg – östlich der Autobahn A 29 und nördlich der Hunte und 10 Hektar auf dem Gebiet des Landkreises Wesermarsch.
Es bewahrt mit seinen weitläufigen Wiesen und Weiden einen typischen Ausschnitt der Hunte-Niederung. Die feuchten Grünländer haben eine hohe Bedeutung als Brutgebiet für bestandsbedrohte Wiesenvögel und als Rastgebiet für ziehende Gänse, Enten und Schwäne.

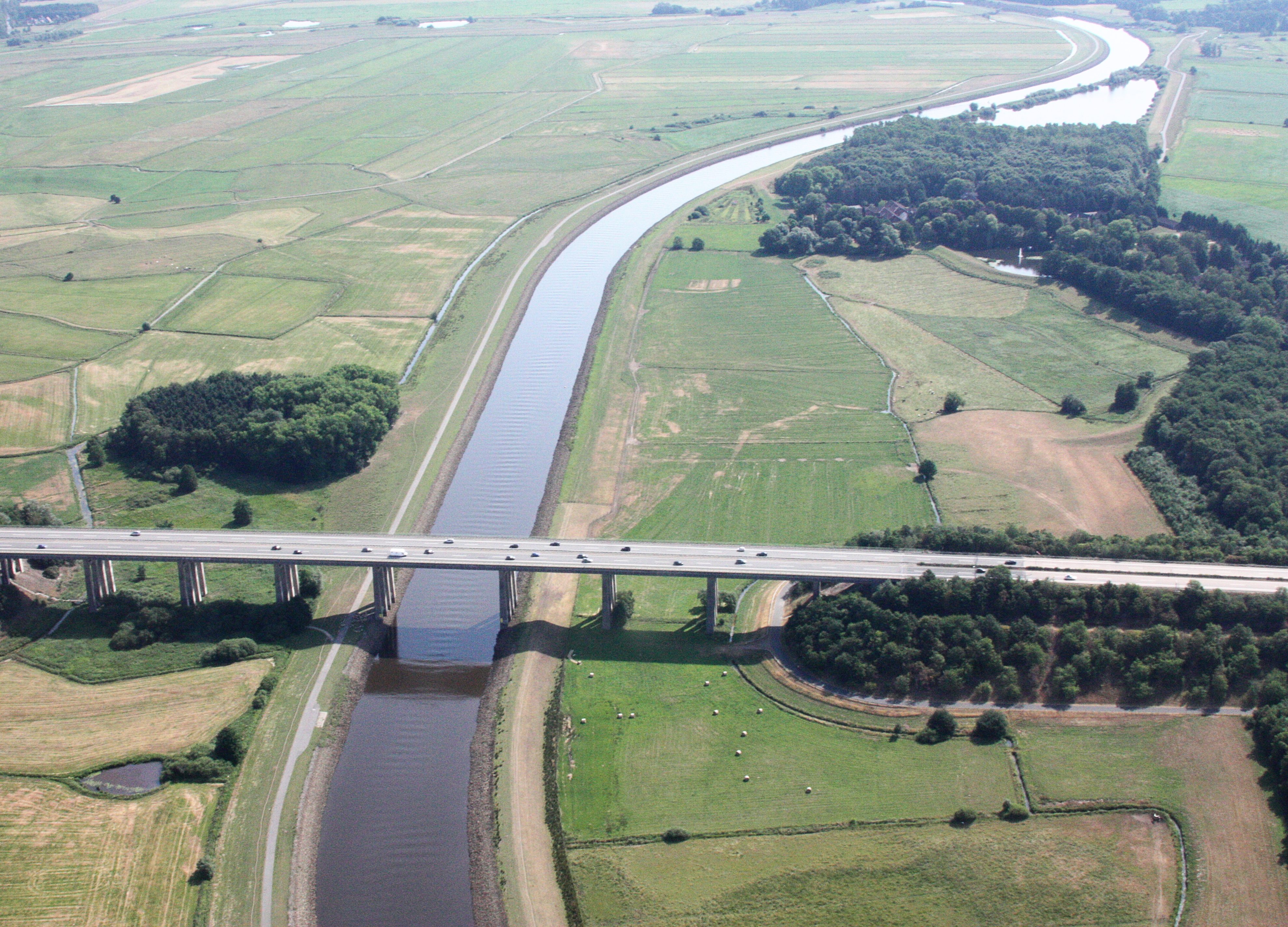
Bornhorster Huntewiesen (hinter der Autobahn am linken Hunteufer)

Der Landkreis Wesermarsch und die Stadt Oldenburg sind als untere Naturschutzbehörden zuständig.
Das Naturschutzgebiet ist größtenteils Bestandteil des EU-Vogelschutzgebietes V 11 „Hunteniederung“. Es grenzt im Osten an das Naturschutzgebiet „Moorhauser Polder“.

## Geschichte
Mit Verordnung vom 20. März 1991 wurde das Gebiet „Bornhorster Huntewiesen“ zum Naturschutzgebiet erklärt.